# SYZYGIA
『SYZYGIA』（シュジュギア）はジギタリスが2007年10月10日に Nomadic Records よりリリースした2枚目のアルバム。作詞、作曲はボーカルの山本美禰子。編曲はジギタリス。タイトルのSYZYGIA（wiktionary:syzygia）は相対する物を意味するラテン語。

## 収録曲
1. ヘキサグラム - 4:09
2. 青い樹 - 4:12
3. myrninarest - 4:49
4. ユビキタス - 4:48
5. ムーサの神託 - 3:26
6. 一角獣と少女 - 5:04
7. MEMORANDA - 4:52
8. 琥珀の杯 - 4:31